# Lutiše
Lutiše é um município da Eslováquia, situado no distrito de Žilina, na região de Žilina. Tem 20,08 km² de área e sua população em 2018 foi estimada em 728 habitantes.

## Demografia
| Ano:        | 1994 | 2004   | 2014   | 2024   |
| ----------- | ---- | ------ | ------ | ------ |
| Broj ljudi: | 842  | 818    | 740    | 758    |
| Razlika:    |      | -2,85% | -9,53% | +2,43% |

| Ano:               | 2023 | 2024   |
| ------------------ | ---- | ------ |
| Número de pessoas: | 757  | 758    |
| Diferença:         |      | +0,13% |